# Кубок СССР по лыжным гонкам 1985
17-й Кубок СССР по лыжным гонкам проводился в Апатитах РСФСР с 17 по 19 апреля 1985 года. Соревнования проводились по четырём дисциплинам — гонки на 5 и 15 км (мужчины), гонки на 3 и 5 км (женщины).

### Мужчины
|                 | Золото                                        | Серебро                                    | Бронза                                  |
| --------------- | --------------------------------------------- | ------------------------------------------ | --------------------------------------- |
| Гонка на 5 км.  | Прокуроров Алексей 11.09 Профсоюзы Свердловск | Каширский Александр +0.07 «Спартак» Москва | Никитин Владимир +0.16 «Динамо» Устинов |
| Гонка на 15 км. | Каширский Александр 38.27 «Спартак» Москва    | Никитин Владимир +0.16 «Динамо» Устинов    | Пигунов Ю. +0.27 «Динамо» Москва        |

### Женщины
|               | Золото                                       | Серебро                                       | Бронза                                      |
| ------------- | -------------------------------------------- | --------------------------------------------- | ------------------------------------------- |
| Гонка на 3 км | Зимятова Любовь 7.19 Вооружённые Силы Москва | Гаврилова Наталья +0.00 «Динамо» Свердловск   | Ордина Антонина +0.04 «Динамо» Калинин      |
| Гонка на 5 км | Фурлетова Наталья 13.14 Профсоюзы Свердловск | Зимятова Любовь +0.03 Вооружённые Силы Москва | Гаврилова Наталья +0.08 «Динамо» Свердловск |